# Ruby O. Fee

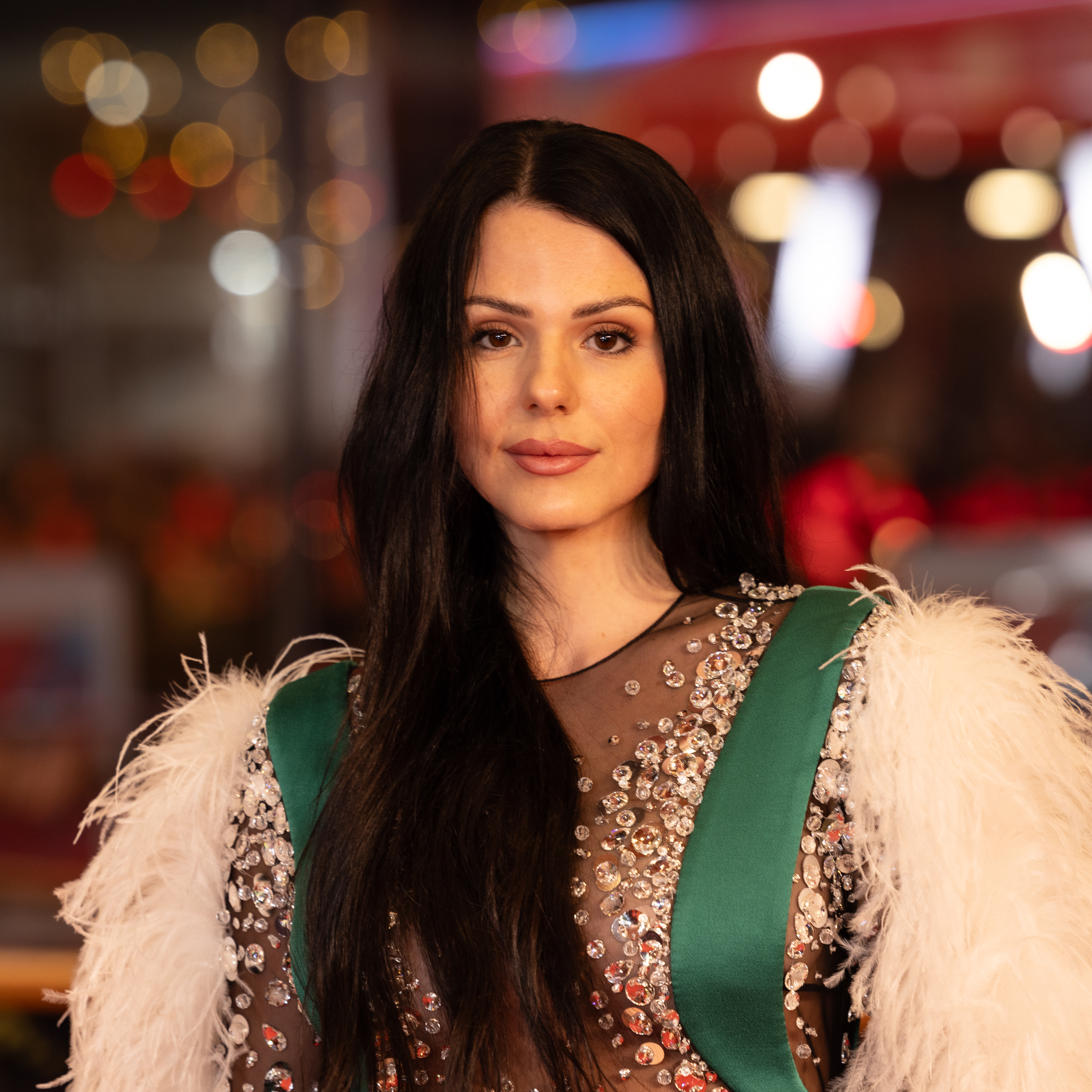
Ruby O. Fee auf der Berlinale 2025

Ruby O. Fee, eigentlich Ruby Moonstone Camilla Willow Fee (* 7. Februar 1996 in San José, Costa Rica), ist eine deutsche Schauspielerin.

## Karriere
Ruby O. Fee wurde 2010 durch die Hauptrolle der „Sophie Kellermann“ in der Fernsehserie Allein gegen die Zeit bekannt. Auch für die 2010/2011 gedrehte zweite Staffel der Serie wurde sie wieder engagiert. In ihrem ersten Kinofilm Womb (2010) verkörperte sie die jugendliche „Rebecca“ (als Erwachsene von Eva Green gespielt). In dem Spielfilm Löwenzahn – Das Kinoabenteuer, der im Sommer 2010 gedreht wurde und im Mai 2011 ins Kino kam, erhielt sie mit „Laila“ ebenfalls eine Hauptrolle.
Im Sommer 2012 fanden die Dreharbeiten zu einer Kinoverfilmung des Kinderbuchs Die schwarzen Brüder mit Moritz Bleibtreu statt, in der Ruby O. Fee die Rolle der „Angeletta“ übernahm. Anschließend spielte sie in dem Fernsehfilm Lotta & die frohe Zukunft ein krankes Mädchen, das Liebeskummer hat. Viel Lob erhielt sie für die Darstellung der mordverdächtigen „Sarah“ in der Tatort-Folge Happy Birthday, Sarah. Im Sommer 2013 stand Fee für Detlev Bucks Film Bibi und Tina als „Sophia von Gelenberg“ vor der Kamera.
2015 spielte sie in Andreas Dresens Film Als wir träumten nach dem gleichnamigen Roman von Clemens Meyer eine der Hauptrollen.
2016 spielte sie in dem zweiteiligen Historienfilm Das Geheimnis der Hebamme (D/CZ) und im deutschen Psychothriller Zazy von Matthias X. Oberg die weibliche Hauptrolle.
In dem 2019 erschienenen US-amerikanisch-deutschen Actionfilm Polar spielte sie neben Mads Mikkelsen die Nebenrolle Sindy.
In Lindenberg! Mach dein Ding (2020) spielte sie die im Song Alles klar auf der Andrea Doria von Udo Lindenberg verewigte „Paula aus Sankt Pauli“. 2021 spielte sie an der Seite ihres Lebensgefährten Matthias Schweighöfer im Film Army of Thieves.

## Privates
Ruby O. Fee lebte als Kind mit ihrer deutschen Mutter und ihrem französischen Stiefvater in Brasilien und zog 2008 mit der Familie nach Berlin.
Seit 2019 ist Fee mit dem Schauspieler Matthias Schweighöfer liiert.

## Filmografie (Auswahl)
- 2010: Womb
- 2010–2012: Allein gegen die Zeit (Fernsehserie, 26 Folgen)
- 2011: Löwenzahn – Das Kinoabenteuer
- 2013: Lotta & die frohe Zukunft (Filmreihe)
- 2013: Letzte Spur Berlin – Ewige Dunkelheit (Fernsehserie)
- 2013: Die schwarzen Brüder
- 2013: Tatort – Happy Birthday, Sarah (Fernsehfilm)
- 2013: Dead
- 2014: Bibi & Tina
- 2014: Kein Entkommen (Fernsehfilm)
- 2014: Bibi & Tina: Voll verhext!
- 2015: Als wir träumten
- 2015: Gespensterjäger – Auf eisiger Spur
- 2016: Rockabilly Requiem
- 2016: Tatort – Kartenhaus (Fernsehfilm)
- 2016: Das Geheimnis der Hebamme (Fernsehfilm)
- 2016: Shakespeares letzte Runde (Fernsehfilm)
- 2016: Zazy
- 2016: Seitenwechsel
- 2016: Verrückt nach Fixi
- 2016: Prinz Himmelblau und Fee Lupine (Fernsehfilm)
- 2017: Die Ketzerbraut (Fernsehfilm)
- 2017: Hard Way: The Action Musical (Kurzfilm)
- 2017: SCHULD nach Ferdinand von Schirach – Anatomie (Fernsehserie)
- 2017: Die Unsichtbaren – Wir wollen leben
- 2018: Tatort – Der kalte Fritte (Fernsehfilm)
- 2018: Fünf Freunde und das Tal der Dinosaurier
- 2018: Rosamunde Pilcher: Nanny verzweifelt gesucht (Fernsehserie)
- 2018: Der Alte – In voller Absicht (Fernsehserie)
- 2019: Polar
- 2019: Sweethearts
- 2019: Morden im Norden: Heile Familie (Fernsehserie)
- 2019: Deine Farbe
- 2020: Lindenberg! Mach dein Ding
- 2020: SOKO Leipzig – Die Falle (Fernsehserie)
- 2020: Asphalt Börning[10]
- 2021: Army of Thieves
- 2022: Zimmer mit Stall: So ein Zirkus (Fernsehreihe)
- 2024: Testo (Fernsehserie)
- 2025: Brick

## Auszeichnungen
- 2014: Jupiter in der Kategorie Beste deutsche TV-Darstellerin für Tatort: Happy Birthday, Sarah
- 2014: Goldener Spatz in der Kategorie Beste/r Darsteller/in für Die schwarzen Brüder
- 2014: Günter-Strack-Fernsehpreis für Tatort: Happy Birthday, Sarah
- 2016: Immenhof-Filmpreis 2015 in der Kategorie Beste Hauptdarstellerin[11]